# ギー・ド・ロチルド

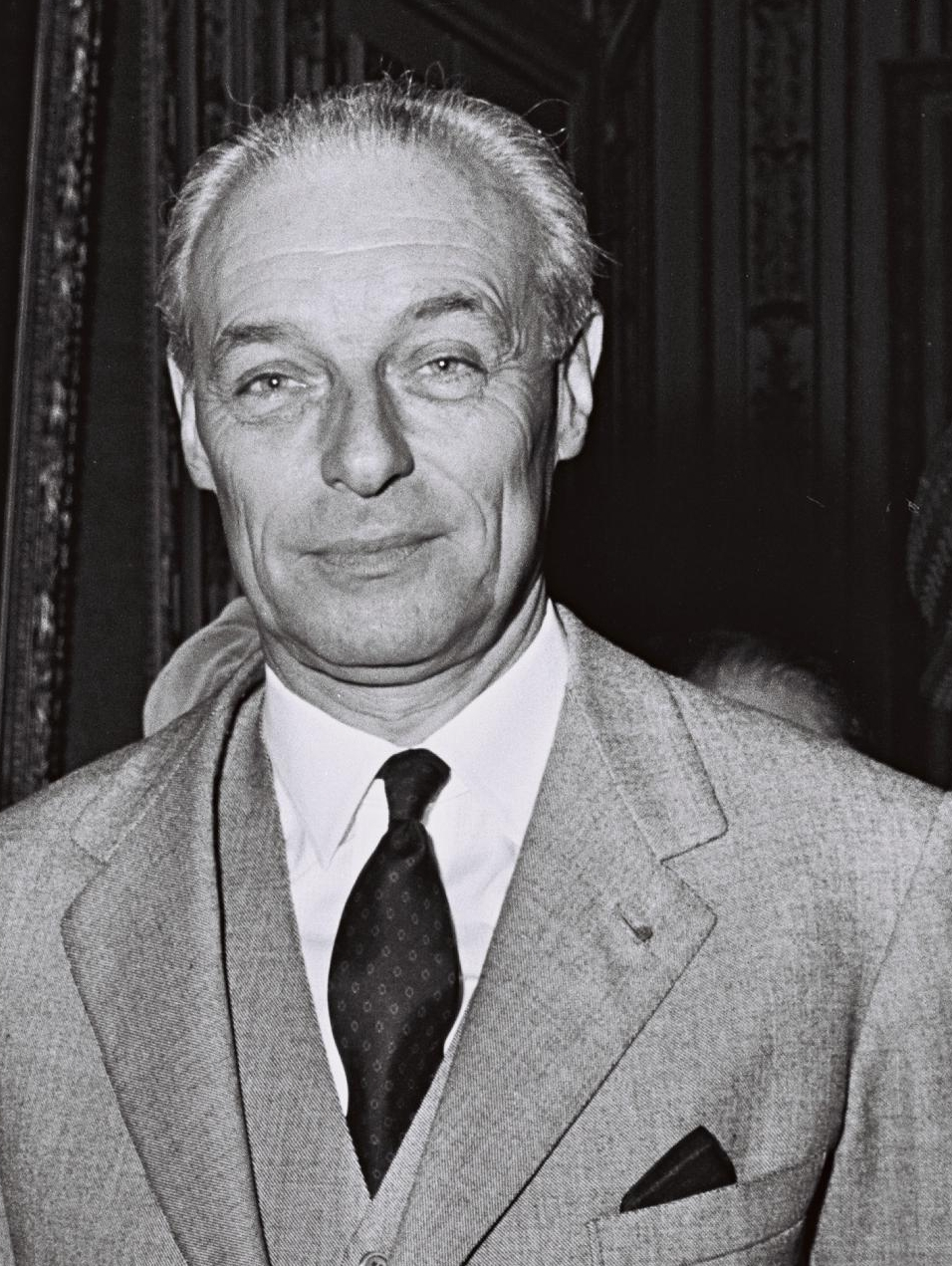
1964年のギー・ド・ロチルド

ギー・エドゥアール・アルフォンス・ポール・ド・ロチルド男爵（仏: Le baron Guy-Édouard-Alphonse-Paul de Rothschild、1909年5月21日 - 2007年6月12日）は、フランスの銀行家、馬主、貴族。

## 人物
パリ・ロチルド家（英語読みでロスチャイルド家）嫡流の第4代当主。第二次世界大戦でナチス・ドイツにより崩壊させられたロチルド家の戦後復興を主導した。1981年にフランソワ・ミッテラン社会党政権の国有化政策でロチルド家は再び崩壊させられるも、社会主義政策の破綻後、再びロチルド家を復興させた。

## 経歴

### 生い立ち
エドゥアール・アルフォンス・ジェームス・ド・ロチルド男爵の次男としてパリに生まれる。母はフランス・ユダヤ人のジェルメーヌ・アルファン。兄は1911年に夭折し、以降は嫡男となる。フランス・ロチルド家の祖ジェームス・ド・ロチルドの嫡流の曾孫にあたる。
リセ・ルイ＝ル＝グランで学んだ後、ソルボンヌ大学法学部へ進学した。1931年に兵役を終えると父エドゥアールが経営するロチルド銀行に入社した。

### 第二次世界大戦
兵役後も予備役将校としてフランス軍に在籍していたギーは、1940年5月にドイツ軍の西方電撃戦が開始されるとともに、大尉として第3軽機甲師団所属の一個中隊を指揮することになった。彼の中隊はカルヴァン郊外で進撃してくるドイツ軍を迎え撃ったが、ドイツ軍の電撃戦の前に撤退を余儀なくされ、6月初頭のダンケルクの撤退で一時ドーバーへ逃れたものの、フランスで新編成される連隊に参加するよう命じられたため、フランスに帰還してドイツ軍の南フランス侵攻に対する守備戦に参加した。しかし6月22日にはフランス政府が休戦協定を結んだため、戦闘は終了した。
すでに父と母はアメリカ・ニューヨークへ、妻と娘はアルゼンチンへ逃れていたが、ギーはしばらくフィリップ・ペタン元帥のヴィシー政府が統治するフランス非占領地域に留まった。ロチルド家の財産のほとんどはパリを含むドイツ軍占領地域の方にあり、それらは全てドイツ軍に接収されてしまったが、ヴィシー政府統治下の非占領地域の方にあった財産は大部分を接収されながらも一部が残った。
しかし結局ヴィシー政府もナチスの法律を真似た反ユダヤ主義法を制定し始めたため、ギーはフランスからの出国を決意した。アメリカに亡命中の父がアメリカ大統領フランクリン・ルーズベルトと親しい関係にあったため、アメリカのビザを入手でき、1941年10月に妻とともにスペインとポルトガルを経由してニューヨークへ入国した。
アメリカの参戦後、ニューヨークのフランス領事館がイギリスに設置されていた臨時政府自由フランス政府の領事館に改組された。ギーは領事館を通じて自由フランス軍に入隊し、1942年3月にイギリスへ向けて渡航したが、その道中にアイルランド沖で乗船をドイツ海軍潜水艦に沈められた。12時間漂流した末にイギリス海軍の駆逐艦に拾われ、命からがらイギリスに到着した。自由フランス軍内でド・ゴール将軍と親密な関係になり、彼の秘密指令を数々こなした。ノルマンディー上陸作戦後、ド・ゴールがパリを奪還するとパリ軍政長官副官に任じられる。
フランスを解放したド・ゴール臨時政府はただちにユダヤ人のフランス市民権を回復し、ユダヤ人が不当に奪われた財産も全て返還することを宣言した。しかしパリに帰還した時、ロチルド家の邸宅はドイツ軍に荒らされて荒廃しており、金目のものは全て持っていかれていた。戦時中、亡命したロチルド一族の者はヴィシー政府からフランス国籍を剥奪されたのでその所有物は略奪し放題になっていた。美術品の多くは戦後の捜索で取り戻すことができたが、戦争で受けた打撃は大きかった。

### 戦後復興
戦後のパリ・ロチルド家復興はギーを中心にして行われた。1949年に父エドゥアールが死去すると正式にパリ・ロチルド家の総裁となる。分家のエリーやエドモンと協力してパリ・ロチルド家を再興していった。
ロチルド家の復興にあたって有利な材料は、ロチルド家のライバルとなるフランスの他の財閥が戦時中フランスに残ってナチスやヴィシー政府に協力したので、彼らの産業の多くは戦後に国有化されたが、国を追われてナチスと戦い続けていたロチルド家はほとんど国有化を免れたことだった。
曾祖父が創設した北部鉄道を再建し、一族が大株主になっている石油会社ロイヤル・ダッチ・シェルや鉱山会社リオ・ティントへの増資を行った。フランス植民地モーリタニアで鉱山が発見され、ヨーロッパの復興需要と相まって鉱山ブームが起こると世界銀行の融資を受けてモーリタニア鉱山会社を創設した。またフランス植民地アルジェリアで石油が発見されると、フランス石油探査開発会社（FRANCAREP）を創設した。鉱山や油田は両国が激しい戦争の末にフランスから独立した際に国有化されてしまったが、FRANCAREPはその後も順調に利益を上げ続けることができた。1957年にはフェリエール宮殿を大改築し、周りの土地も買い取ってハイキング場にし、レジャーランドとして一般に開放した。宮殿では最高級のフランス料理がふるまわれ、ここに来ると一般人もつかの間の貴族気分を味わえるという。
ド・ゴールが大統領に就任すると、彼の要請に応じてロチルド銀行の頭取であるジョルジュ・ポンピドゥーを財政顧問として紹介した。ポンピドゥーはギーにとって自由フランス時代からの戦友で懐刀とも言うべき人材だったが、気前よくド・ゴールのもとに送りだした。以降ギーとド・ゴールは一層親しくなり、二人はよく一緒に狩猟に出るようになった。
ロチルド銀行は戦後もしばらく大口の顧客しか相手にしない旧態依然とした個人所有形態の銀行業を続けていたが、庶民が銀行通帳を作れる株式会社形態の銀行に預金額で引き離され始めた。これに対抗して1967年から1968年にかけてロチルド銀行も株式会社に改組し、庶民もロチルド銀行に銀行通帳を作ることができるようになった。
また1968年にはこれまで別個に歩んできたロンドン・ロスチャイルド家と連携を深めるため、ギーがロンドン・ロスチャイルド銀行のパートナーに、またロンドン家のエヴェリン・ド・ロスチャイルドがロチルド銀行の重役にそれぞれ就任した。

### ミッテラン政権危機
順風満帆のパリ・ロチルド家に第二次世界大戦以来の危機が訪れたのは1981年だった。この年、フランス共産党と連立を組む社会党党首フランソワ・ミッテランが大統領に就任したのである。ミッテランの国有化政策によってロチルド家の銀行は国有化され、「ヨーロッパ銀行（のちのバークレイズ）」と改名された。代償金は支払われたものの、銀行業からはもっと大きな収入が上がるのでロチルド家にとっては大きな痛手となった。ギーは「工業化の進んだ国の社会主義政党は国有化などはるか以前に捨てたのに、なぜこのように無益で金のかかることをするのか。銀行の国有化は経済についての左翼の途方もない無知と時代遅れのイデオロギーへの隷従を示すものでしかない」と批判し、「ペタンの下ではユダヤ人、ミッテランの下ではパリア（インドの不可触民）。一度しかない人生を2度も廃墟の上から復興しろというのはあんまりだ」と嘆いた。
ミッテランの一連の社会主義政策はフランス国家の経済力を大幅に越える膨大な支出を要したため、インフレーションと貿易赤字、フラン暴落をもたらした。「ヨーロッパ銀行」も急速に財政悪化した。「ロチルド」の名前の信用を失ったことで顧客がどんどん離れていたのである。ギーもこうなることは予想していたようである。彼は大統領選に先立ってロチルド一族が経営に参加しない場合、銀行の名前にロチルドの名前を付けられなくなるよう法的処置を施していた。またスイス・チューリッヒにイギリスのN・M・ロスチャイルド&サンズと連携する銀行を作り、ニューヨークにも投資家会社を足場として作っておいたのである。ギーは「社会主義の実験」が行われている間、アメリカに移住して失敗の時を待っていた。

### 社会主義政策破綻後の復興
結局ミッテラン政権の社会主義政策はわずか2年で破綻して見直しが迫られ、共産党は政権を離脱し、自由主義路線へと復帰した。それ見たことかと溜飲を下げたギーは、1984年にもパリへ戻った。フランスにギーの長男ダヴィドを頭取とする「パリ・オルレアン銀行」を作り直し（ロチルドの名前で再建したかったが、ミッテラン政権に禁止されたらしい）、昔からの顧客を取り戻していった。
さらに1986年の議会の総選挙で社会党が敗れ、シラクの保守内閣が発足すると国有化された財産の一部がロチルド家に返還され、また銀行にロチルドの名前を復活させることも認められて、パリ・オルレアン銀行を「ロチルド会社銀行（Rothschild &companie banque）」と改名した。同銀行はダヴィドの指導の下、再び成功を収めた。
ダヴィドはギーが進めたロンドン家とパリ家の統合の動きを更に進め、2003年に両銀行を統合したロスチャイルド・コンティニュエーション・ホールディングスを創設している。フランスでの銀行業務は現在傘下のロチルド & Cieが担っている。
ギーは2007年に死去した。

## 競馬
父エドゥアールと同様に競馬好きであり、戦後のロチルド家の馬生産業の再建を主導した。
1963年の凱旋門賞では彼の持ち馬エクスビュリが優勝した。1977年のジョッケクルブ賞を制した彼の持ち馬クリスタルパレスは1984年に日本中央競馬会が購入し、北海道で種馬になっている。
また仏2000ギニー、フォレ賞、ガネー賞を制したガーサントは、種牡馬になったのち吉田善哉に購入され、社台グループ躍進の先駆けとなった。

## 子女
はじめアリックス（Alix Schey de Koromla）と結婚していたが、中年の頃にマリー・エレーヌ・ファン・ツイレン・ニコライ伯爵夫人（Marie-Hélène van Zuylen de Nyevelt de Haar）と再婚した。マリーはカトリックだったため、彼女との結婚の為にギーはフランス・ユダヤ人協会会長を辞職することになった。マリーもユダヤ教徒との結婚を教皇に懇願しなければならなかった。ロチルド家の総裁が非ユダヤ教徒と結婚したのはこれが初めてのことだった。
先妻との間に長男ダヴィド、後妻との間に次男エドゥアールを儲けている。子供はユダヤ教徒として育てた。